# Humboldt (Kansas)
Humboldt – miasto położone w południowo-zachodniej części hrabstwa Allen. Zostało założone w 1857 roku.